# Fosta Prefectură din Arad
Fosta Prefectură din Arad este un monument istoric aflat pe teritoriul municipiului Arad.

## Galerie

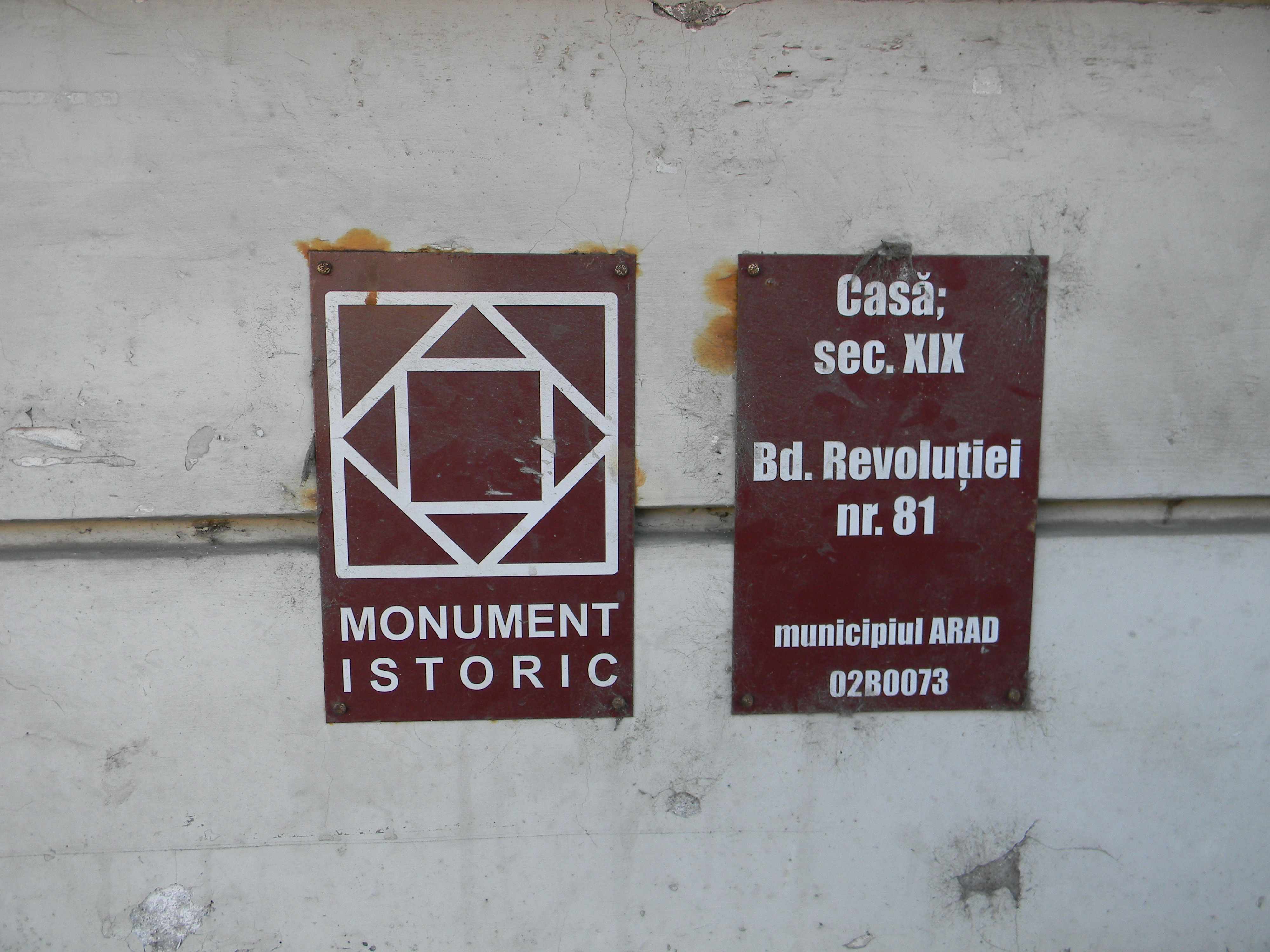
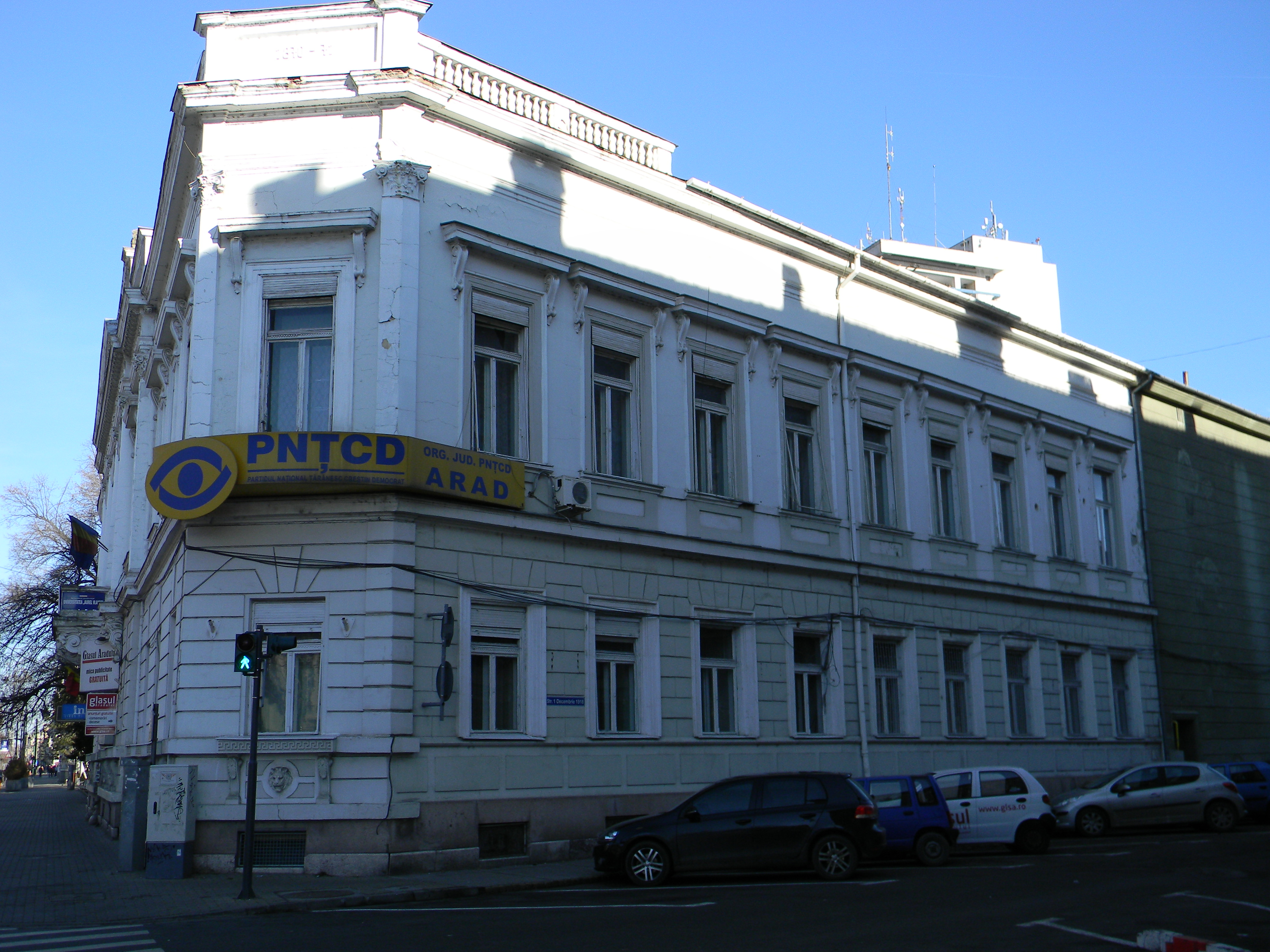
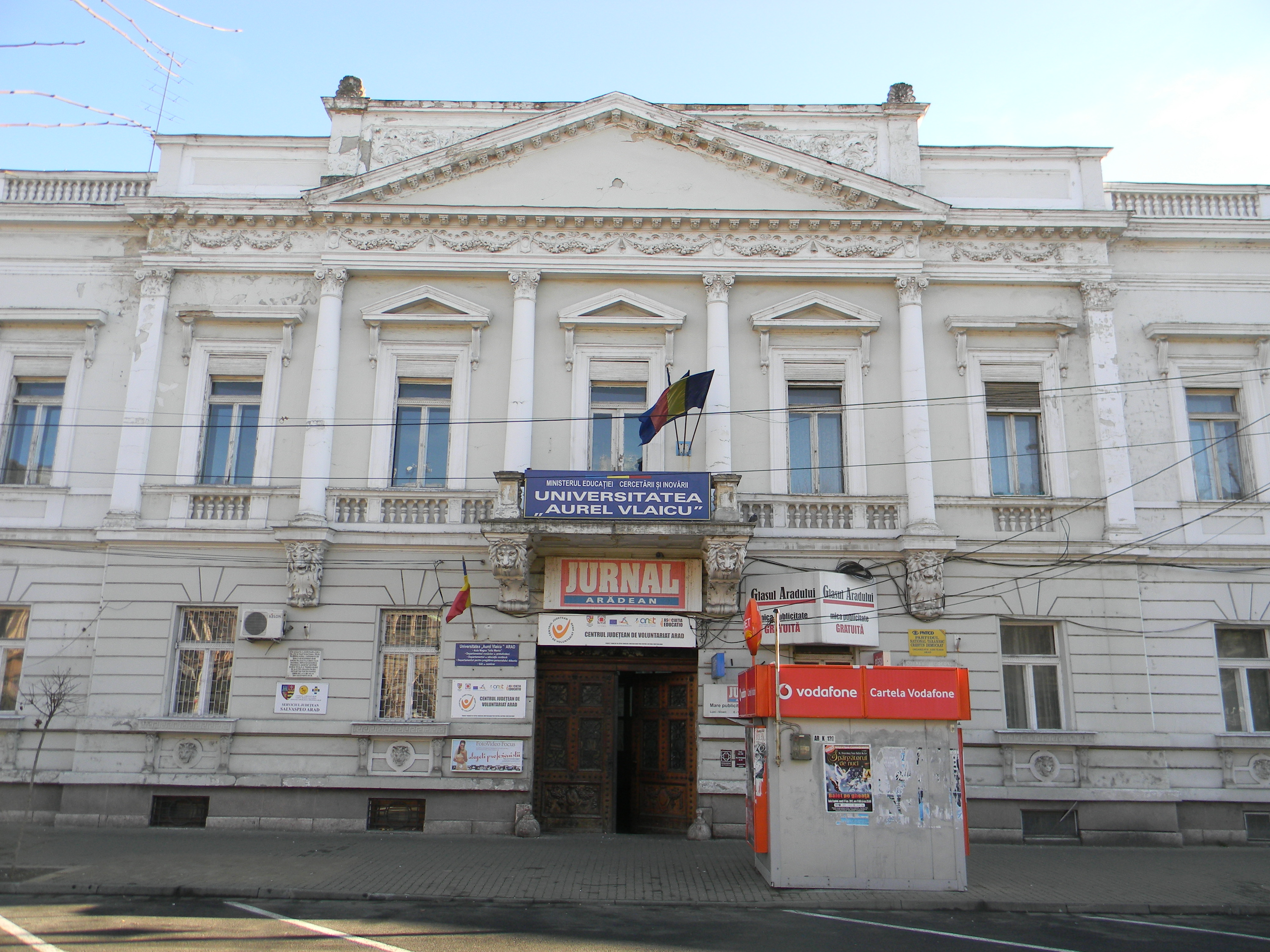
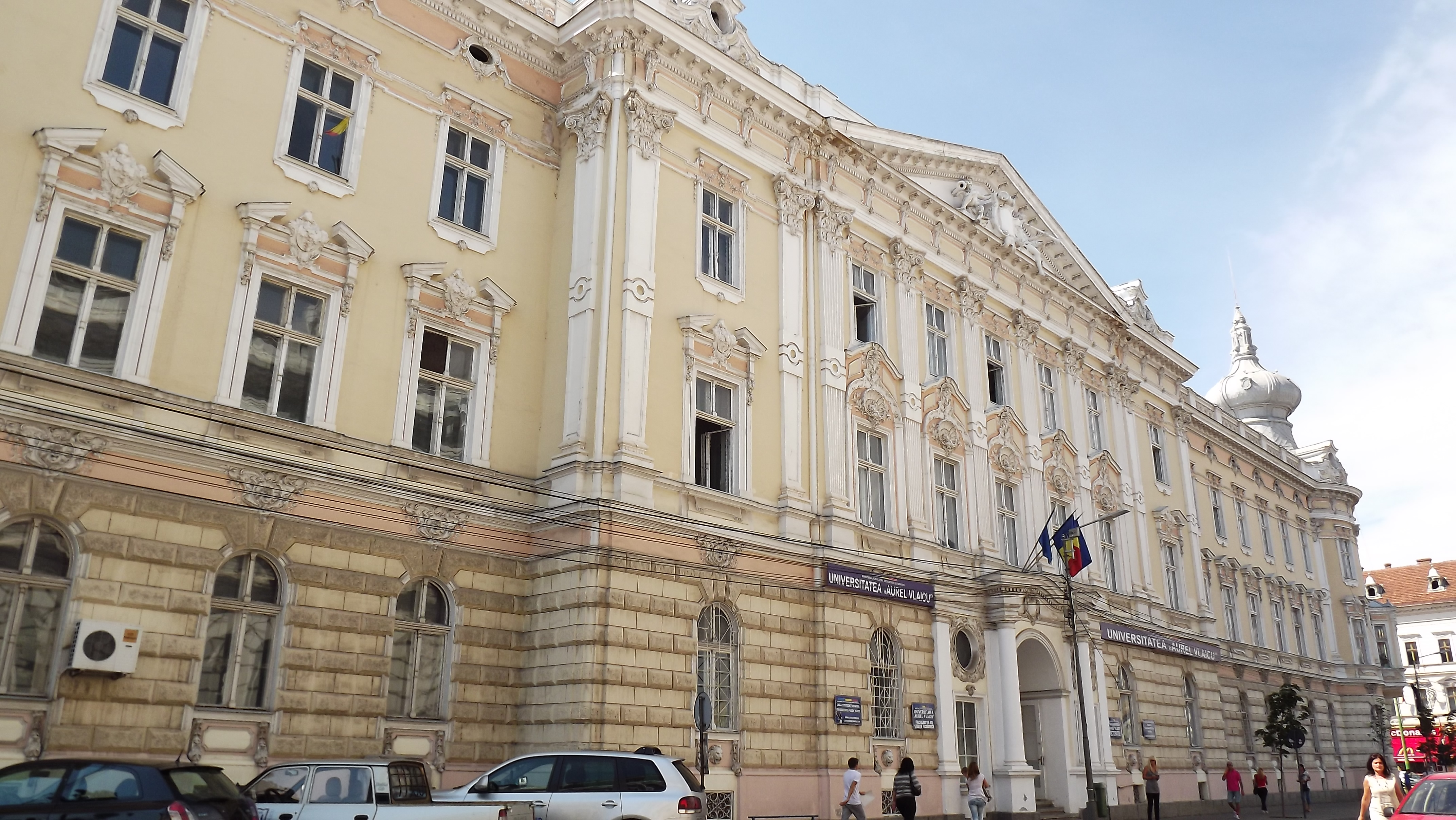